# Tercera Via valenciana
|  | Aquest article tracta sobre valencianisme polític. Vegeu-ne altres significats a «Tercera via». |

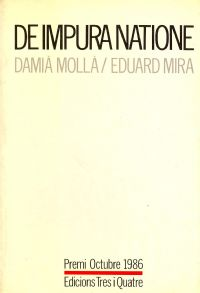
De Impura Natione (1986) va ser el llibre que va iniciar amb la coneguda com Tercera Via.

La Tercera Via (o Valencianisme de conciliació) és el nom que es va donar a una sèrie de reflexions de caràcter valencianista sorgides a mitjans de la dècada de 1980 amb la finalitat de fer convergir o reconciliar el fusteranisme amb el blaverisme, des de postures revisionistes del pensament de Joan Fuster, considerant el País Valencià com un projecte nacional propi tot i reconèixer el valencià com a part de la llengua catalana.
El terme ha estat de vegades desqualificat com a "neoblaverisme".
També s'utilitzà l'expressió “quarta via” per a referir-se a reflexions que coincidien en l'eix central de les propostes de Damià Mollà o Rafael Company, que és el marc nacional exclusivament valencià (amb uns vincles més o menys estrets amb la resta de territoris de llengua catalana), però que s'expressaven en termes més propers a l'esquerra política.
Per les diferències programàtiques entre les diferents reflexions sorgides al període, alguns autors han parlat de “terceres vies”, a voltes sense especificar les diferències entre els possibles tipus de tercera via.

## Història

### De Impura Natione
El punt de partida d'estes reflexions se situa en la publicació de l'assaig De Impura Natione, guanyador del Premi Joan Fuster d'Assaig de 1986. L'obra, a banda d'impugnar alguns plantejaments polítics del fusteranisme, reivindicava la necessitat de fer un nacionalisme valencià que assumira amb naturalitat les dos components culturals del País Valencià, i que políticament siga interclassista, urbà, i capaç d'aliar-se tant amb Madrid com amb Barcelona per a aconseguir els seus objectius.
Este llibre va posar la base teòrica a unes reflexions que van fructificar a partir de les anomenades converses de l'Hotel Anglès, uns encontres setmanals que, amb l'objectiu de reflexionar sobre la personalitat valenciana, es van reunir en una tertúlia portada a terme entre 1987 i 1996. Entre els primers assistents a estes converses hi havia sectors provinents de l'antic PNPV, del PRD i personalitats independents que reivindicaven un marc nacional estrictament valencià sense identificar-se amb les tesis lingüístiques o culturals del blaverisme. A més, a la tertúlia es convidava a gent aliena al moviment, tant fusterians com blavers, en el que suposà la primera iniciativa pública de reconciliació entre les dos subcultures polítiques que van enfrontar-se durant la batalla de València. Per als impulsors, la cristal·lització política d'este valencianisme reconciliat no podia portar-se a terme a curt termini, però treballaven per a fer-ho possible en un futur. Com a resultat de les converses va aparèixer el llibre Document 88, de contingut polític molt més concret que no De Impura Natione. Estes dos obres assentarien la base del Valencianisme de conciliació.

### Respostes

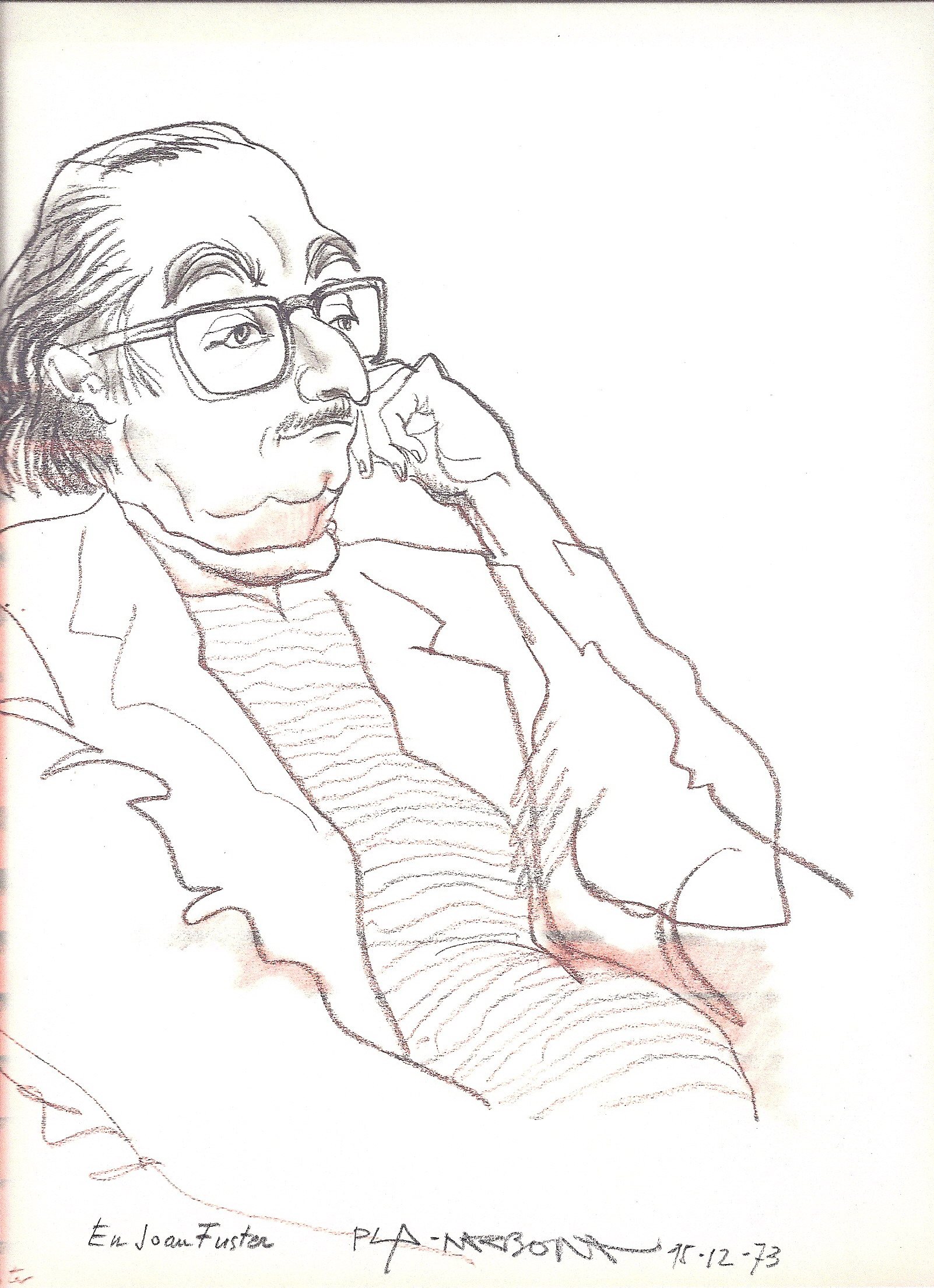
Ja coneixeu el cèlebre aforisme grec: Joan Fuster és la mesura de totes les coses (Joan Fuster, 1980).

Inicialment, les propostes de la tercera via no van ser ben rebudes pel conjunt del valencianisme, i més específicament, pel fusteranisme. S'hi produirà certa polèmica a premsa entre els autors dels llibres i intel·lectuals com Toni Mollà, encara que les majors crítiques provindran del llibre La Pesta Blava, de Vicent Bello, qui després de realitzar una anàlisi del blaverisme on es posava l'accent en la seua proximitat amb l'extrema dreta, va dedicar un capítol a les tesis de la tercera via, a qui qualificà de neoblaverisme i classificà com un tipus de discurs blaver.
Les reflexions revisionistes faran que durant els següents vint-i-cinc anys, al si de la Unitat del Poble Valencià i el Bloc Nacionalista Valencià es produïren una sèrie de transformacions ideològiques a conseqüència del qüestionament sobre el marc dels Països Catalans. A partir d'aquell moment es produirà un diàleg, poques vegades assossegat, entre diferents visions del valencianisme, en forma d'articles d'opinió a premsa, publicacions culturals i acadèmiques i llibres.
En 1989 Alfons Cucó trau la segona part de la seua trilogia sobre el valencianisme, País i estat, on proposa un valencianisme amb Joan Fuster com a referència, però interpretat de manera pragmàtica. Reivindica l'ànima de l'antic PSPV, que gent com ell o Vicent Soler representen al si del PSPV-PSOE.
En 1991 Francesc de Paula Burguera publica És més senzill encara, digueu-li Espanya, llibre parcialment autobiogràfic. Tot i que Burguera ha estat el referent centrista i liberal del nacionalisme valencià, es va mostrar crític amb les propostes del Document 88, encara que els seus autors esperaven que les abraçara, i també va rebutjar la proposta de De Impura Natione per considerar-la regionalista. També va criticar a qui com Alfons Cucó o Vicent Soler, provenint del valencianisme ocupaven càrrecs al PSPV-PSOE. Com el títol del llibre indica, Burguera considera que el sentiment majoritari dels valencians és l'espanyol, i per tant, rebutja la tesi que un nacionalisme no-catalanista haguera tingut més suport que el que rebia la Unitat del Poble Valencià per aquelles dates. També rebutja l'entesa amb sectors provinents del blaverisme, ja que considera que estos mai rebran l'oferta amb bons ulls, ja que els partidaris de la tercera via són vistos també com a catalanistes, i que la proposta de la tercera via sols servia per a desunir els actius del nacionalisme, tot fragmentant el seu discurs. Tanmateix, el tarannà dialogant de Burguera farà que durant tot el període participe a diverses iniciatives impulsades o on participaven diversos dels partidaris de les tesis revisionistes del fusteranisme.

### Quarta via

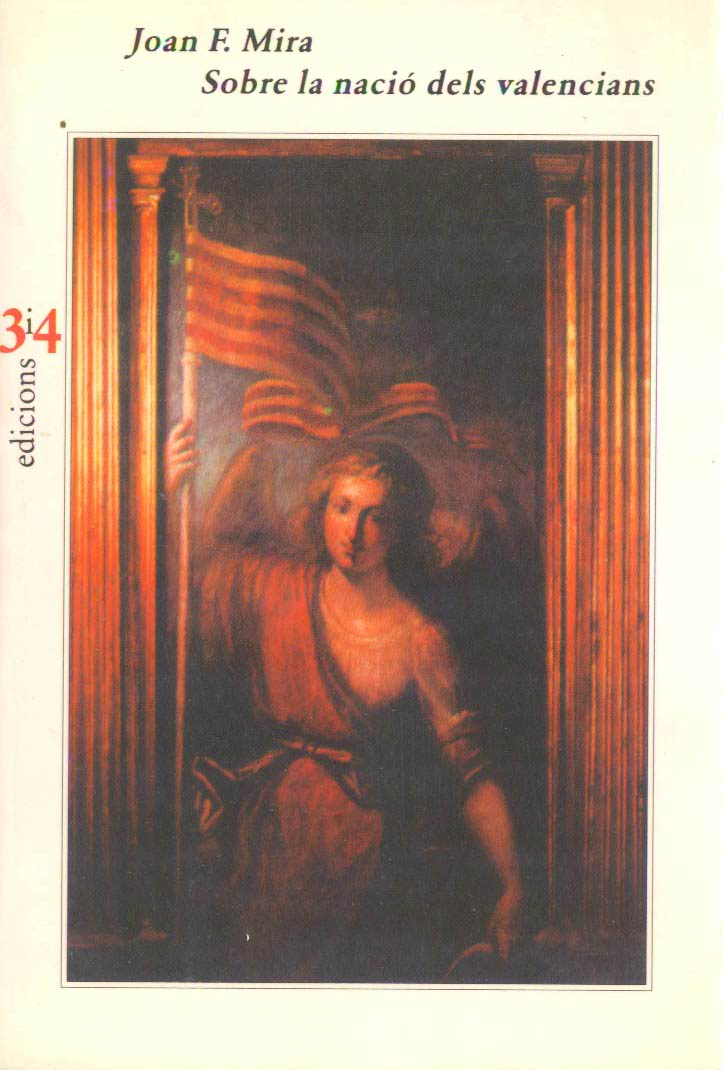
La influència de Sobre la Nació dels Valencians va ser considerable.

A partir de la meitat de la dècada de 1990 comencen a aparèixer noves obres que, des de postures més esquerranes, i per tant, més properes al valencianisme d'aleshores, reivindicaven novament el marc valencià, propugnant el País Valencià com a "nació política" però a l'hora defensant l'espai cultural català com el marc més adequat per al manteniment de la identitat valenciana i fins i tot com a horitzó d'una futura articulació política. Es va denominar “quarta via” a estes reflexions, també revisionistes, però que quedaven a mitjan camí entre la tercera via original i el catalanisme. Tanmateix, la coincidència en la necessitat d'un nacionalisme valencià que tinguera el País Valencià com a únic referent territorial farà que es considerara que la quarta via no siga més que la lectura progressista de la tercera via. En el moment d'aparició de les primeres propostes revisionistes, quan feia pocs anys que havia acabat la batalla de València, els postulats d'un nacionalisme valencià interclassista eren difícilment assumibles per la base social del valencianisme en general, i de la Unitat del Poble Valencià en particular. Tanmateix, durant els anys 90 apareixen diferents assajos on s'aprofundeix en estes reflexions, des de postures més esquerranes, i a voltes fins i tot allunyades de conceptes com el de nacionalisme.
En 1992 Rafael Ninyoles escriu El País Valencià a l'eix mediterrani, primer treball on s'analitzen les confluències de les estructures socials catalanes i valenciana per a proposar Europa i l'Arc Mediterrani com a eix de desenvolupament que farà necessària l'entesa entre els dos territoris. Esta tesi la desenvoluparà a nivell teòric Josep Vicent Boira a principis dels anys 2000. Este treball inspiraria també dos obres que, des de la insatisfacció respecte a les aportacions sobre la qüestió valenciana fetes durant els anys 80, intenten adequar el valencianisme a un nou escenari marcat per la globalització, l'era de la informació i la modernitat de finals del segle xx. Són La utopia necessària (Toni Mollà) i Un país possible (Adolf Beltran).
Toni Mollà considerarà l'obra de Fuster com un llegat fonamental, però l'enfoca no com a llegat ideològic sinó com a material de reflexió. Tot i les divergències amb els autors de la tercera via, Mollà coincidirà en algunes crítiques d'estos, com la consideració de Vicent Franch que els fusterians han estat els pitjors valedors de l'obra de Joan Fuster. Mollà es desmarcava del revisionisme dels anys 80 per considerar que està massa preocupat per la definició de nació i el concepte nacionalisme, cosa que entén una pèrdua de temps, ja que si s'ha de canviar el referent espanyol pel valencià, seran els mateixos valencianistes qui es redefiniran en estos termes. En la dècada de 2010, Toni Mollà aprofundirà en les seues reflexions, desenvolupant la idea d'un valencianisme laic que substituïsca la concepció tradicionalista de nació per l'assumpció d'un paper legitimador de polítiques públiques, cíviques i institucionals, i que prioritze la connexió amb l'Arc Mediterrani.
Per la seua banda, Adolf Beltran considera que el projecte de construcció nacional valenciana ha d'anar lligat al de modernització, projecte que hauria assumit el PSPV-PSOE durant els anys 80 i primers 90, tot allunyant-se de la recuperació identitària. Beltran proposa que el valencianisme s'articule com un moviment cívic unitari de les forces progressistes, inclòs un PSPV-PSOE que hauria de recuperar el discurs valencianista.
Tanmateix, l'obra que tindrà un impacte decisiu en l'articulació del valencianisme de principis del segle xxi serà Sobre la nació dels valencians, de Joan Francesc Mira, obra que suposarà la plasmació pràctica de les reflexions teòriques de Crítica de la nació pura (1984). Per a Mira, el fusteranisme representava un llegat que va permetre que, per primera vegada, una generació de valencians proposara la necessitat de redefinir el País Valencià en termes propis i no obligadament espanyols. Durant la transició política espanyola, el fusteranisme va reactivar i modernitzar el valencianisme, fent del marc valencià una qüestió central de la política valenciana. Tanmateix, durant la dècada de 1990, el catalanisme va perdre aquella funció modernitzadora. Per a Mira, la catalanitat mai no va ser una afirmació clara per al nacionalisme valencià, sinó una referència, ja que a la pràctica funcionava el marc valencià.
Constatant que després de la batalla de València es crea un marc autonòmic on l'espanyolisme i el catalanisme queden marginats políticament, Mira proposa prendre l'espai autonòmic com a marc polític i de govern de referència del nou valencianisme polític, pronosticant que les percepcions ambigües pel que fa a la nacionalitat s'imposarien, fent que el blaverisme retrocedira i que sorgira un valencianisme menys influït pel catalanisme que el que hi havia hagut fins aleshores. La relaxació pel que fa als símbols del País Valencià, la reivindicació del marc nacional valencià, la combinació d'elements catalanistes (racionalitat) amb elements de tradició blavera (emotivitat) i la consideració del catalanisme com a poc vàlid per al moment polític de finals dels anys 90 apropen a Joan Francesc Mira a les reflexions de la tercera via, mentre que el reconeixement del llegat del fusteranisme i la importància donada als lligams amb Catalunya l'acosten a les reflexions de la "quarta via". Tanmateix, el fet d'utilitzar un llenguatge que parteix de les mateixes coordenades que les del paradigma fusterià (rigor històric, racionalisme, cientifisme) fan que l'obra de Joan Francesc Mira siga millor rebuda pels nacionalistes valencians que no les obres anteriors, ja que Sobre la nació dels valencians utilitza un llenguatge amb el que estan familiaritzats i, a diferència de les obres de la dècada de 1980, no responsabilitza als fusterians de la derrota patida a la batalla de València i la manca de fortalesa política posterior. Pel que fa als autors tercerviistes dels anys 80, estos consideraran que Joan Francesc Mira sols expressa el mateix que ells volien dir, però des de postures més esquerranes.
Quan en 1998 el Bloc Nacionalista Valencià naix com a federació de partits, els dos partits fundadors, la Unitat del Poble Valencià i el Partit Valencià Nacionalista, reconeixeran en les seues ponències ideològiques que la producció ideològica de Joan Francesc Mira suposa la seua base política i identitària.

### Segle XXI
L'any 2025 l'Ajuntament de València, governat pel PP i Vox, li va assignar a Abelard Saragossà, partidari de la tercera via valenciana, l'elaboració de l'estudi tècnic per canviar el nom de la ciutat pel de "Valéncia". Un canvi d'accent contrari a la normativa de l'Acadèmia Valenciana de la Llengua i demanat per entitats negacionistes de la unitat de la llengua catalana com Lo Rat Penat i RACV.

## Plasmació política

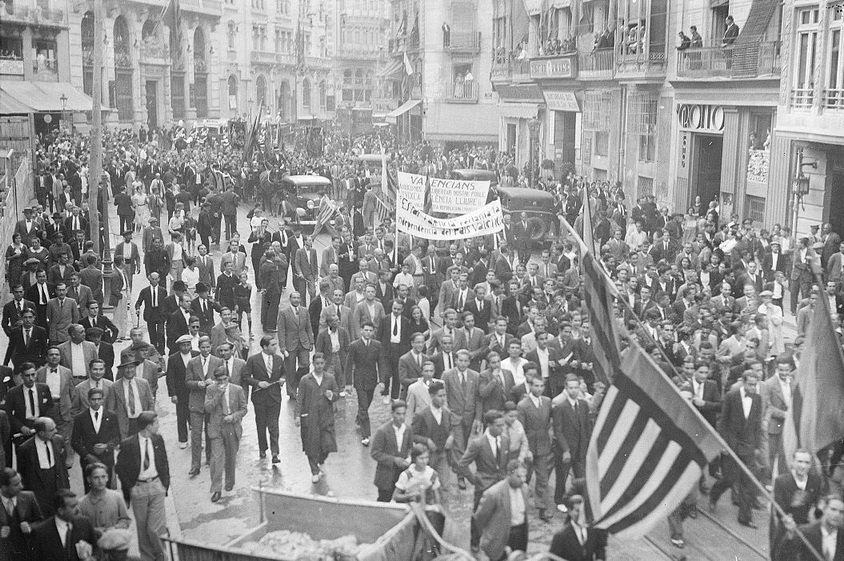
Imatges de la Processó Cívica de 1933, des de la tercera via es reivindicarà el llegat ideològic del valencianisme de pre-guerra.

Tot i que des dels anys 80 es produïren revisions del fusteranisme, les plasmacions polítiques terceraviàries no vindrien fins a la dècada dels 90. A la IV Conferència de País de la Unitat del Poble Valencià comença a donar-se el debat sobre el marc nacional de referència, arran que la desfeta electoral de les eleccions generals espanyoles de 1989 fera que des de la direcció d'UPV s'optara per minorar el discurs nacionalista, i per reforçar les vessants ecologista i esquerrana. Aquell mateix any, al si d'Esquerra Unida del País Valencià apareix el corrent intern fusterià Esquerra i País, que representava uns valors ben semblants. Com a resposta, a la IV Conferència apareix l'Assemblea d'Almussafes, que prioritzava el discurs nacionalista. Després del Congrés, l'Assemblea d'Almussafes s'escindirà d'UPV fundant el Partit Valencià Nacionalista, que s'aproximarà a les postures tercerviaries i demanarà l'articulació d'un bloc nacional interclassista.
A principis de la dècada es produeix l'expulsió de gran part de les Joventuts d'Unió Valenciana per mantenir postures sobiranistes i obertes al diàleg amb el fusteranisme. Paral·lelament, el mateix grup fundarà Joventut Valencianista, que tindrà una relativa producció escrita i alguns membres de la qual col·laboraven amb terceraviïstes d'arrel fusteriana com Damià Mollà, president de l'associació Futur Valencià.
Joventut Valencianista, junt amb l'ACV Tirant lo Blanc seran les principals organitzacions que faran difusió del debat durant la dècada de 1990. Formades per gent jove, i poc contaminada per la batalla de València, els seus membres provindran del blaverisme i del fusteranisme, respectivament.
En 1993 es produiria un acostament entre el Partit Valencià Nacionalista i Esquerra Nacionalista Valenciana, qui arribaria a declarar públicament la seua acceptació de la unitat de la llengua valenciano-catalana. Tanmateix, el PVN mai no es presentaria a les eleccions per separat d'Unitat del Poble Valencià, per tal de no dividir el vot nacionalista. De cara a les eleccions a les Corts Valencianes de 1995 i la creació del Bloc de Progrés Jaume I, es produirà un trencament entre ACPV i UPV, en entendre els segons que l'associació cultural estava demanant el vot útil cap al PSPV-PSOE. De cara a eixes mateixes eleccions, finalment, Unitat del Poble Valencià farà una coalició electoral amb el Partit Valencià Nacionalista, anomenada Bloc Nacionalista. El fet que UPV pactara amb una formació revisionista va aprofundir en el divorci entre Acció Cultural del País Valencià i la principal força del valencianisme polític.
A finals de 1996 i principis de 1997 se celebren, paral·lelament, el VII Congrés d'Unitat del Poble Valencià i el tercer del Partit Valencià Nacionalista, on ambdós partits senten les bases per a la creació del Bloc Nacionalista Valencià.
Al VII Congrés d'UPV, celebrat a l'Eliana, es van assumir algunes crítiques que històricament havia rebut la formació i que coincidien amb els plantejaments de la tercera via, com la indefinició nacional que UPV havia mostrat fins aquell moment, i va optar per adaptar les seues posicions al marc nacional valencià, adoptant una estratègia de caràcter transversal i d'àmbit exclusivament valencià. La ponència oficial reformulava el marc de referència, assumint el terme "nació valenciana" de manera "rotunda", i eliminant el terme Països Catalans de la doctrina del partit. L'objectiu del Bloc Nacionalista Valencià era reunir als militants d'UPV i ex-militants reunits baix el PVN en un únic partit, mantenint una porta oberta cap a possibles reflexions provinents des d'Unió Valenciana.
Des de 1997, Unió Valenciana estava liderada pel nacionalista Hèctor Villalba, el regidor de València Társilo Piles, i el centrista Fermín Artagoitia, qui intentaren, sense èxit, una estratègia per a marcar distàncies i exercir d'oposició al Partit Popular sense trencar el pacte del pollastre mitjançant el qual governaven en coalició. En 1998, Unió celebra un important congrés on se situa en posicions més centristes, menys conservadores i menys populistes que les que havia mantingut fins aleshores. Reforçà la seua vessant valencianista, i també suavitza el seu anticatalanisme, sense abandonar-lo del tot. Amb l'arribada d'Hèctor Villalba a la presidència d'Unió Valenciana, es va produir un acostament entre el partit i la Joventut Valencianista, on arribaren a participar com a associació integrada a UV des de principis de 1999, de cara a les eleccions a les Corts Valencianes de 1999. La derrota electoral va suposar la defenestració d'Hèctor Villalba, i la Joventut Valencianista mai no seria admesa dins del partit regionalista, dirigit per un Jose María Chiquillo que s'acostaria al Partit Popular.

## Balanç
Tot i que es vingueren desenvolupant des dels anys 80, l'hegemonia de les tesis revisionistes del fusteranisme en el conjunt del valencianisme, tot i consolidar-se plenament durant els anys 2000, va tardar a arribar, ja que es va iniciar amb uns treballs excessivament crítics amb el paper històric del fusteranisme per al que el nacionalisme que acabava d'eixir de la batalla de València estava disposat a acceptar. Tot i que treballs d'Ernest Lluch com La via valenciana o de Josep Vicent Marquès com País perplex ja havien fet una resposta parcial o gradual al paradigma fusterià, les propostes de De Impura Natione o Document 88 van rebre una contundent resposta del catalanisme, el que va ajornar la consolidació del nacionalisme valencià estricte. A partir dels anys 90, per l'aparició de propostes revisionistes més esquerranes, i pel trencament entre el Bloc Nacionalista Valencià i Acció Cultural arran de l'aparició del Bloc de Progrés Jaume I, faran que gran part del fusteranisme assumisca el marc nacional valencià.
La descomposició d'Unió Valenciana i desembarcament de militants d'esta formació al Partit Popular de la Comunitat Valenciana, i d'un blaverisme que en este període esdevé cada vegada més marginal i vinculat a l'extrema dreta espanyolista, fan que l'objectiu inicial del valencianisme de conciliació de bastir un discurs on blavers i fusterians se senten còmodes siga generalment descartat. Generalment es considera que la Tercera Via va fracassar, sobretot arran de la impossibilitat que Unió Valenciana i el Bloc Nacionalista Valencià arribaren a una entesa a principis de la dècada dels 2000. Per part del Bloc, en 2005 va rebutjar aprofundir en aquella línia, que va suposar un transvasament mínim de suports.
Durant la dècada dels 2000, a més de consolidar-se les tesis revisionistes, amb obres com Nosaltres, ex-valencians va forjant-se una imatge d'Eliseu Climent i l'independentisme català com una mena de corrent marginal i desubicat que tractava de patrimonialitzar el legat de Joan Fuster.

## Criticisme
Una de les crítiques a la Tercera Via és que atribueix la responsabilitat de la desfeta del nacionalisme durant la batalla de València sobretot a la radicalitat de les idees de Joan Fuster i Ortells, deixant en un segon pla altres elements com la manipulació de masses i la violència anticatalanista. La crítica a la tercera via per una visió massa negativa del legat del fusteranisme serà compartida pels autors de la “quarta via”, com Toni Mollà o Joan Francesc Mira, mentre que per als catalanistes la principal causa de la derrota fusteriana durant la batalla de València va ser l'aparició de la violència blavera, i critiquen els assajos sorgits al període per donar-li a esta qüestió una importància secundària. Per la seua banda, Antoni Furió considera que les tesis revisionistes van diagnosticar apressadament i de manera ben còmoda l'arrel del mal, acusant Fuster de fer una proposta nacional intel·lectualista i radical, catalanista i esquerrana, fins i tot atea i agnòstica i massa allunyada del sentiments del bon poble valencià.
Per a Pau Viciano, l'aparició de les tesis revisionistes sorgeixen en un moment en què es demonitza el nacionalisme, per la qual cosa la tercera via seria la versió valenciana del patriotisme constitucional, substituint la Constitució per l'Estatut d'Autonomia, afirmant també que en els seus referents intel·lectuals i en les seues conseqüències ideològiques i polítiques, és un viratge de continguts clarament conservadors. Segons les seues paraules, els autors han de fer un esforç de voluntarisme per trobar-hi en els partits anticatalanistes alguna cosa més que una expressió regionalista de nacionalisme espanyol o una via de reciclatge de les velles i noves elits sorgides del món tardofranquista. L'autor considera que la tercera via fa de la interpretació del passat més pròxim la justificació del seu viratge ideològic i polític.
Vicent Flor, qui tot i definir-se hereu de la tradició fusteriana, ha estat un dels protagonistes del canvi de paradigma que el valencianisme experimenta durant aquells anys, al seu llibre Societat anònima. Els valencians, els diners i la política va considerar que propostes d'obres com De Impura Natione de guardar una equidistància entre el govern central i el nacionalisme català no eren possibles donat que des de Madrid es controlen els mecanismes de l'estat i des dels successius governs espanyols s'ha demostrat poca sensibilitat cap a les demandes i necessitats de les Comunitats Autònomes de l'Arc Mediterrani. Tot i reconèixer que a una Espanya més mediterrània i sensible a la diversitat lingüística la proposta podria funcionar, conclogué que els anys i els fets han demostrat la caducitat de la proposta.
Pel que fa a les propostes realitzades a partir dels anys 90, autors com Toni Cucarella consideraran que obres com Sobre la nació dels valencians són propostes que no es diferencien de la tercera via, i que suposaven una traïció al catalanisme i una claudicació davant els instigadors de la violència blavera.